# Vrt zdravilnih in aromatičnih rastlin Žalec
Ob Inštitutu za hmeljarstvo in pivovarstvo Slovenije v Žalcu leži precej skrit vrt zdravilnih in aromatičnih rastlin. Glavni namen vrta je raziskovalna, svetovalna in izobraževalna dejavnost. Poleg seznanitve z različnimi zelišči lahko obiskovalec sadike rastlin tudi kupi.
Zeliščni vrt je bil ustanovljen leta 1967; bolj prepoznaven pa je postal od 30-letnice dalje, ko se je v njegovo vzdrževanje ob Institutu za hmeljarstvo in pivovarstvo Slovenije vključila tudi občina Žalec. 
V vrtu so na posebej urejenih gredicah zasajene znane, pa tudi mnoge nepoznane zdravilne in aromatične rastline, ki jih Slovenci navadno uporabljamo v zdravilne in kulinarične namene. Med prve lahko štejemo: kamilico, navadni slez, navadni rman, ameriški slamnik, meliso, ozkolistni trpotec, šentjanževko, žajbelj, ognjič in še mnoge druge. Številne rastline pogosto uporabljamo v kulinariki – meliso, meto, kumino, komarček, bazilika, drobnjak, kumina, šetraj. V vrtu najdemo tudi sivko, rožlin, rožmarin, netresk, plahtico, mačjo meto, navadni lan, mak -  rastline, ki poleg zdravilnih učinkovin nudijo tudi estetske užitke in ji vse pogosteje  zasajamo v sodobne domače ali okrasne vrtove.
Vsaka gredica je označena s slovenskim in latinskim imenom rastline, rodom in kateri deli rastline so uporabni.
Vrt je vključen v slovensko mrežo botaničnih vrtov in arboretumov.

## Odpiralni čas
Vrt je za javnost odprt vsak delavnik od 15. maja do 30. septembra med 8:00 do 13:00 uro. V maju pripravijo tudi dan odprtih vrat, ki ga obišče tudi po nekaj sto obiskovalcev.

## Galerija
- Zeliščna greda pred vstopom v vrt
- Greda z navadno milnico (Saponaria officinalis)
- Laški smilj (Helishrisum italicum Roth.)
- Navadni slez (Althaea officinalis L.T.)
- Nazobčani rman (Achillea distans W.etk.)
- Trajni majaron (Origanum maru L.)
- Vinska rutica (Ruta graveolens)